# Paradox Entertainment
Paradox Entertainment — шведська компанія, якій належать права на низку брендів (найвідомішим з них є персонаж Конан). Використовуючи інтелектуальну власність, що їй належить, компанія випускає, але не видає настільні ігри, відеоігри та фільми. Нині компанія розташована в Лос-Анджелесі, США.
Відділенням Paradox Entartainment раніше була компанія Paradox Interactive, що займається розробкою та виданням відеоігор в жанрі «глобальна стратегія». Компанія розробила такі відомі серії ігор, як Europa Universalis, Hearts of Iron і Victoria.

## Проєкти
Протягом свого існування компанія встигла випустити десять фільмів, а також один серіал.

### Фільми
- Mutant Chronicle (2008)
- Соломон Кейн (2009)
- Конан-варвар (2011)
- Підстава (2011)
- Фрилансери (2012)
- Клин клином (2012)
- Несвяті (2012)
- Reasonable Doubt (2014)
- Мерзла земля (2013)
- Reclaim (2014)

### Серіали
- Blood Drive (2017)